# Simone Segouin
Simone Segouin   (Thivars, 3 d'octubre de 1925 - Courville-sur-Eure, 21 de febrer de 2023), també coneguda pel seu nom de guerra «Nicole Minet» fou una lluitadora de la Resistència francesa.

## Biografia
Segouin va formar part del grup dels franctiradors i partisans que durant la Segona Guerra Mundial van combatre l'ocupació nazi. Un dels seus primers actes de resistència fou el robatori d'una bicicleta de l'administració militar alemanya, la qual va utilitzar per a portar missatges. Segouin va continuar actuant en missions perilloses i a gran escala, com ara capturar tropes alemanyes, fer descarrilar trens o dinamitar ponts.
Segouin va ser present en l'alliberament de Chartres el 23 d'agost de 1944 i en l'Alliberament de París l'endemà. Va ser ascendida a tinent i guardonada amb la Creu de Guerra. Després de la guerra, es va convertir en infermera pediàtrica. Un carrer de Courville duu el seu nom.